# Farriar
Farriar é uma cidade venezuelana, capital do município de Veroes.